# Daniel Smith Donelson

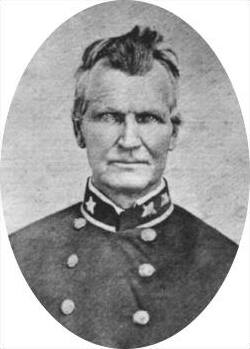
General Donelson

Daniel Smith Donelson (* 23. Juni 1801 im Sumner County, Tennessee; † 17. April 1863 in Montvale Springs, Tennessee) war ein konföderierter General im Sezessionskrieg.

## Leben
Donelson wurde 1801 als einer von drei Söhnen von Samuel und Mary Donelson geboren. Einer seiner Brüder, Andrew Jackson Donelson, wurde später Privatsekretär von Präsident Andrew Jackson und kandidierte 1856 erfolglos als US-Vizepräsident an der Seite von Millard Fillmore. Donelson beendete 1825 sein Studium an der Militärakademie in West Point, New York und diente anschließend als Leutnant im US-Heer. Bereits ein halbes Jahr später, am 22. Januar 1826, quittierte er den Dienst und wurde Pflanzer im Sumner County. Gleichzeitig trat er in die Tennessee-Miliz ein und wurde 1829 zum Brigadegeneral befördert. 1834 zog er nach Florida und versuchte sich dort als Pflanzer, jedoch ohne Erfolg. Zwei Jahre später kehrte er nach Tennessee zurück, arbeitete dort erneut als Pflanzer und betätigte sich fortan auch in der Politik. 1841 wurde Donelson Abgeordneter im Repräsentantenhaus von Tennessee, aber nur für eine Wahlperiode von zwei Jahren. 12 Jahre später, 1855, kehrte er ins Repräsentantenhaus zurück. Diesmal wurde er auch gleichzeitig Speaker desselben.
Bei Ausbruch des Bürgerkriegs 1861 ging Donelson als Freiwilliger zur Tennessee-Miliz. Bei seiner Rückkehr in die Miliz wurde er in seinen alten Rang als Brigadegeneral eingesetzt; nachdem Tennessee den Konföderierten Staaten beigetreten war, wurde er auch Brigadegeneral im konföderierten Heer. In den folgenden zwei Jahren leistete Donelson aktiven Dienst im Heer und kämpfte unter anderem vom 31. Dezember 1862 bis 2. Januar 1863 in der Schlacht am Stones River. Kurz vor seinem Tode wurde er Anfang 1863 noch zum Generalmajor befördert und zum Befehlshaber in Ost-Tennessee ernannt.
Die in der Schlacht um Fort Donelson anno 1862 bekannt gewordene Festung in Tennessee war nach Daniel Smith Donelson benannt.